# Максим Московский
Максим Московский (ум. 11 ноября 1434, Москва) — святой Русской церкви, юродивый. Память совершается 13 (26) августа и 11 (24) ноября шестеричным богослужением.

## Жизнь и подвижничество
О происхождении и жизни Максима сведений практически не сохранилось. Известно, что он юродствовал в период татарских набегов на Русь, утешал обездоленных и обличал купцов и московскую знать. Скончался 11 ноября 1434 года, был погребён у деревянной церкви святых князей Бориса и Глеба, недалеко от Кремля.

## Почитание
В 1547 году на первом Макарьевском соборе был прославлен в лике святых: «Пе́ти и пра́здновати на Москве новому чудотворцу Максиму, Христа́ ра́ди юро́дивому». Основанием к прославлению стали сообщения о чудесных исцелениях от его гроба. В том же году 13 августа были обретены мощи святого Максима. В 1698 году был построен храм, освящённый во имя Максима Московского, в который и поместили его мощи. В это время была написана «Повесть о перенесении мощей блаженного Максима».